# Бріанна Стюарт
Бріанна Стюарт (англ. Breanna Stewart; нар. 27 серпня 1994, Сірак'юс, штат Нью-Йорк, США) — американська баскетболістка, яка виступає за команду НЖБА «Сієтл Сторм». Стюарт чотири роки поспіль ставала чемпіонкою Національної асоціації студентського спорту (NCAA) у складі «Хаскіс», причому всі чотири рази її визнавали найкращою гравчинею цього баскетбольного турніру (2013—2016), тим самим встановивши унікальний результат, який поки ще ніхто не показував, як в чоловічому, так і жіночому студентському баскетболі. 2014 року виграла приз Джеймса Нейсміта, а у 2015 і 2016 роках крім цього також стала лауреатом Маргарет Вейд Трофі і нагороди Джона Вудена, двічі ставши володаркою всіх трьох головних трофеїв жіночого студентського баскетболу за підсумками одного сезону.

## Ранні роки
Бріанна Стюарт народилася 27 серпня 1994 року в місті Сірак'юс (штат Нью-Йорк) в сім'ї Браяна і Хізер Стюартів. Бріанна почала грати в баскетбол в ранньому віці, а в п'ятому класі вирішила поступово вдосконалювати свою гру. Вона завжди була високою для свого віку, тому найчастіше тренери використовували її в грі під кільцем. Проте, її батько вважав, що надалі їй обов'язково стане в пригоді, якщо вона оволодіє майстерністю володіння м'ячем та навчиться точно кидати з периметра. Тому вона почала повсякденно займатися дриблінгом навколо захисної перешкоди, надівши навушники, виконуючи досить велику кількість петлеподібних рухів. Ці вправи Стюарт продовжувала виконувати майже кожного дня, поступово покращуючи свою майстерність, постійно маніпулюючи м'ячем за спиною й між ногами. Навіть після вступу до університету вона не закинула повсякденні заняття, а продовжувала займатися спортом, коли перебувала вдома.

## Шкільна кар'єра
Бріанна Стюарт відвідувала середню школу Сісеро-Північний Сирак'юс (C-NS) в містечку Сісеро (штат Нью-Йорк), де грала під керівництвом головного тренера Еріка Сміта. Від товаришок по команді Бріанна дістала прізвисько «Бін» через великий розмах рук (6-10). Стюарт почала грати за команду старшої школи «North Stars» («Північні зорі») ще у восьмому класі, в більшості ігор вона виходила на баскетбольний майданчик у стартовій п'ятірці, а її статистика становила дев'ять очок, майже дев'ять підбирань і сім блокшотів у середньому за гру. Вже в першому класі старшої школи вона майже вдвічі збільшила свою результативність, набираючи по 17 очок у середньому за гру, а за підсумками року «Північні зорі» встановили шкільний рекорд, здобувши 21 перемогу при 3 поразках, дійшовши до регіонального фіналу.
У другому класі старшої школи Стюарт стала постійною гравчинею стартової п'ятірки, підвищивши результативність до 22 очок в середньому за гру, а «Північні зорі» здобули 18 перемог при 4 поразках. У третьому класі вона допомогла привести свою команду до чемпіонського титулу штату, оновивши шкільний рекорд (22-3), набираючи по 24 очки та роблячи 15 підбирань в середньому за гру, під час якого заявила, що буде вчитися в Університеті Коннектикуту. На наступний день після своєї заяви у переможній грі проти команди середньої школи Балдуїнсвілл (64-28) вона зробила перший у своїй кар'єрі данк. В останньому класі старшої школи, 31 січня 2012 року, Стюарт досягла важливої віхи у свій кар'єрі, набравши 2000-не очко в переможній, 31-й за сезон, грі (92-39) проти команди середньої школи Оберн. Загалом за шкільну кар'єру в п'яти сезонах вона набрала 2367 очок, зробила 1389 підбирань, 337 передач, 325 перехоплень і 634 блокшоти в 119 іграх. Протягом останніх чотирьох сезонів у складі «Північних зір» вона здобула 84 перемоги при 13 поразках (86,6 % перемог), включаючи перемогу в чемпіонаті штату.
У 2012 році Стюарт була обрана в команду Mcdonald's All-American, в яку входять двадцять чотири найкращих баскетболістки шкіл США та Канади. Вибраних гравчинь об'єднуються у дві команди, які беруть участь у щорічній грі Mcdonald's All-American, що проходила того року в Чикаго. Того ж року жіноча баскетбольна асоціація тренерів (WBCA) обрала її до складу всеамериканської шкільної команди. Крім того WBCA включила її у двадцятку найкращих баскетболісток країни WBCA All Americans, які мають право грати у матчі всіх зірок шкільних команд, в якому Бріанна набрала десять очок. Некомерційна організація Atlanta Tipoff Club того ж року вручила Стюарт премію Нейсміта найкращій гравчині року серед старшокласниць. У березні 2012 року на яскравій церемонії Таміка Кетчінгс вручила Стюарт приз Gatorade найкращій баскетболістці року серед старшокласниць. Крім цього Бріанна стала однією з шести фіналісток премії Gatorade найкращій спортсменці року серед старшокласниць, вигравши у підсумку і цей приз, а також її визнали баскетболісткою року серед старшокласниць за версією USA Today.
2011 року «Північні зорі» взяли участь у турнірі чемпіонів, щорічному, починаючи з 1997 року, змаганні для демонстрації найкращих баскетбольних команд старшокласниць. 2011 року в цьому турнірі, що проходив у Фініксі (штат Аризона), взяло участь 96 найкращих баскетбольних команд країни. «Північні зорі» потрапили до дивізіону Сміта, де зіткнулися з командою середньої школи Болінгбрук (штат Іллінойс), яка на сьогодні є найкращою шкільною командою за версією USA Today. Попри те, що «North Stars» поступалися в рейтингу своїм суперницям приблизно 30-ма очками і їх вважали аутсайдерами, Стюарт, набравши 15 очок, допомогла своїй команді в першому раунді перемогти фавориток з рахунком 43-40. У чвертьфіналі Бріанна, набравши 29 очок і зробивши 19 підбирань, допомогла своїй команді обіграти команду середньої школи Доктор Філіпс з Орландо (штат Флорида) (48-28), що посідає в рейтингу 22-ге місце. У півфінальному матчі «Північні зорі» зіткнулися з командою середньої школи Сент-Меріс, що посідає в рейтингу країни 2-ге місце. Стюарт набрала 33 очки та зробила 16 підбирань, але цього виявилося недостатньо, щоб подолати опір потенційного чемпіона турніру, і хоча її команда програла ту гру (55-63), Бріанну Стюарт завдяки її результативності визнали найкращою гравчинею турніру.

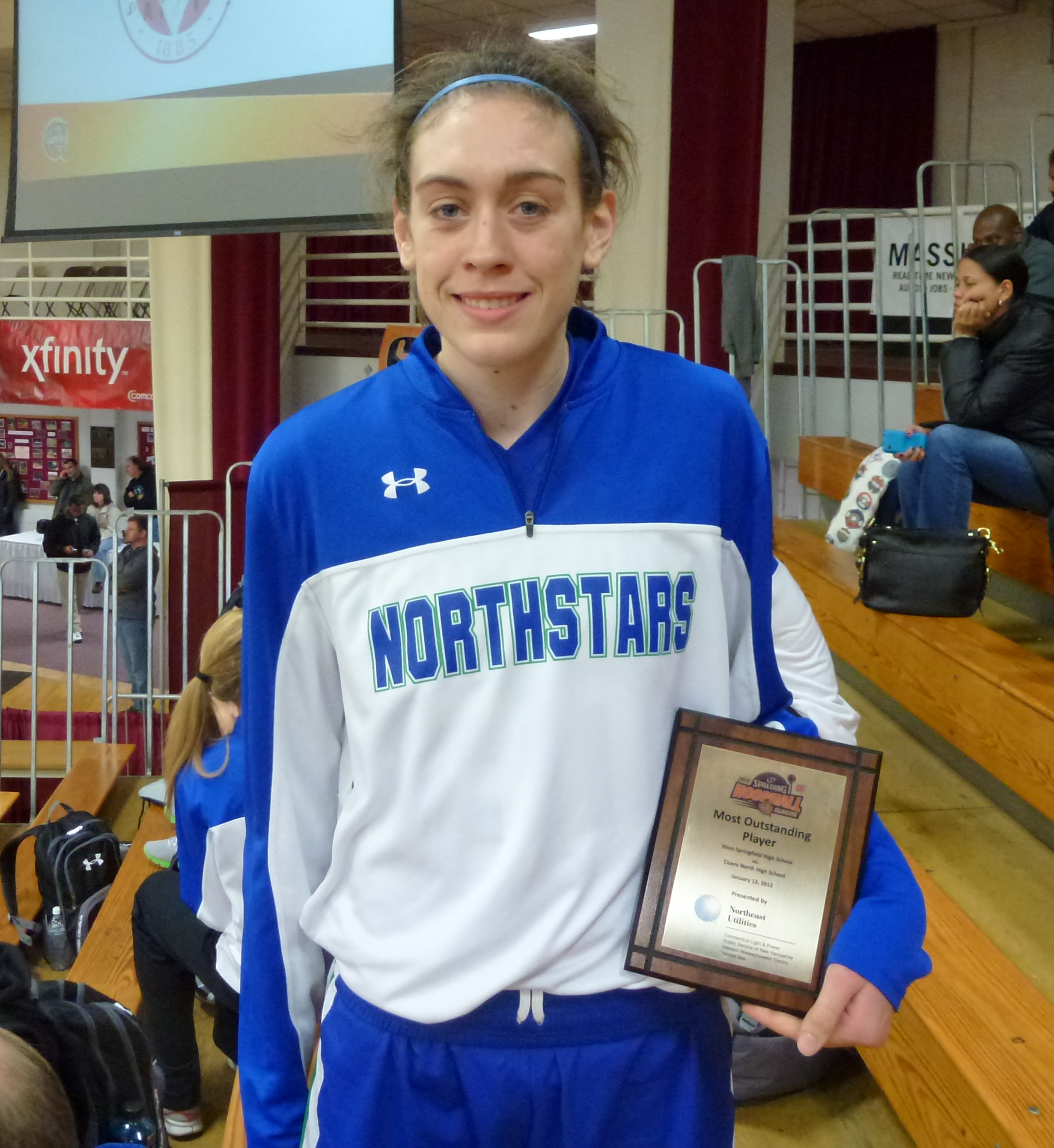
Бріанна Стюарт у формі «North Stars» позує з призом MOP турніру Hoophall Classic 2012

2012 року команду «North Stars» запросапросили в Спрингфілд (штат Массачусетс) на щорічний турнір Hoophall Classic, в якому зазвичай беруть участь найкращі шкільні команди країни. У вирішальному матчі їх суперницями була місцева команда Вест Спрінгфілд, яка відмінно провела початковий відрізок зустрічі, повівши 8-0. Але в підсумку «Північні зорі» розгромили Вест Спрінгфілд з рахунком 60-20, Стюарт самотужки забила більше очок, ніж вся команда суперниць разом узята, набравши 22 очки, зробивши 18 підбирань і 7 блокшотів, попри те, що вийшла з гри у третій чверті й більше до неї не поверталась. За свою відмінну результативність вона дістала приз найкращій гравчині турніру.

## Студентська кар'єра
Бріанну Стюарт намагались завербувати багато студентських команд, але після відвідування Університету Коннектикуту вона сказала тренерському штабу «Коннектикут Хаскіс», що хотіла б виступати саме в цій команді. Вже на першому курсі Стюарт почала доводити свою кваліфікацію, забивши принаймні по 20 очок у трьох стартових іграх з чотирьох. У перших 10 іграх вона набрала загалом 169 очок, ставши найкращою новачкою за всю історію «Коннектикут Хаскіс». Потім її показники зменшилися, середня результативність впала нижче 10 очок за останні 18 ігор регулярного чемпіонату. У березні вона почала додаткові ранкові заняття з помічником Джино Орімми Крісом Дейлі, зосередившись на кидкових вправах і пересуванні по майданчику. Вона повернула свої колишні показники на турнірі конференції Big East, в якому набрала 51 очко, повторивши результат Даяни Торасі в дебютному сезоні. Бріанна продовжила демонструвати високі показники й на турнірі NCAA. Вона не грала у першому раунді через травму литкового м'яза, проте в останніх п'яти матчах набрала 105 очок, а за його підсумками її визнали найкращою гравчинею турніру, ставши першою першокурсницею, яка виграла цю нагороду від 1987 року.
Стюарт продовжила успішно виступати і на другому курсі. Тренерський штаб помітив, що у неї на відміну від першого курсу зросла потреба у м'ячі. За підсумками сезону 2013/2014 років Бріанну визнано баскетболісткою року за версією Ассошіейтед прес, ставши лише третьою другокурсницею в історії NCAA, яка виграла цю нагороду. Двома іншими переможцями в цій номінації стали гравчині «Коннектикут Хаскіс» Майя Мур і «Оклахома Сунерс» Кортні Періс. Стюарт взяла участь у всіх 40 іграх сезону, ставши лідеркою команди за очками (19,4) і блокшотами (2,8) в середньому за гру і другою за підбираннями (8,1), крім цього вона стала четвертою з реалізації (49,7 %) та третьою за кількістю забитих кидків з гри (291) в окремо взятому сезоні за всю історію «Хаскіс».
Бріанна Стюарт встановила новий рекорд команди за кількістю забитих штрафних кидків (147) і за кількістю спроб з точки (190), ставши однією з чотирьох «Лайок», що зробила не менш як 100 передач за сезон, у сезоні 2013/2014 років вона виконала 122 передачі і допустила 67 втрат проти 35 передач і 54 втрат під час дебютного сезону. 11 січня 2014 року Стюарт забила рекордні за студентську кар'єру 37 очок у переможній грі проти «Темпль Аулс» (93-56), вийшовши на восьме місце за всю історію «Хаскіс» за кількістю набраних очок в окремо взятій грі. Вона встановила кілька рекордів утвореної в міжсезоння конференції American Athletic, забивши не менш як 31 очко у двох іграх поспіль, набравши не менш як 20 очок у 21 матчі, а її середня результативність склала 21,3 очка і 7,0 підбирання за гру. На турнірі конференції American Athletic Стюарт набирала в середньому за гру по 18,0 очка, реалізувавши 48,8 % кидків з гри. Крім цього Бріанна другий рік поспіль стала найкращою гравчинею турніру NCAA, набираючи за шість ігор по 22 очки в середньому за матч і зробивши в сумі 17 блокшотів.

### Статистика виступів за Коннектикут
Джерело
| Сезон   | Команда     | GP  | Points | FG%  | 3P%  | FT%  | RPG | APG | SPG | BPG | PPG  |
| ------- | ----------- | --- | ------ | ---- | ---- | ---- | --- | --- | --- | --- | ---- |
| 2012-13 | Коннектикут | 36  | 497    | 50.8 | 33.3 | 77.7 | 6.4 | 1.0 | 1.1 | 2.1 | 13.8 |
| 2013-14 | Коннектикут | 40  | 777    | 49.7 | 34.3 | 77.4 | 8.1 | 3.1 | 1.6 | 2.8 | 19.4 |
| 2014-15 | Коннектикут | 39  | 686    | 53.9 | 31.3 | 80.5 | 7.8 | 3.1 | 1.6 | 2.7 | 17.6 |
| 2015-16 | Коннектикут | 37  | 716    | 57.9 | 42.6 | 83.6 | 8.7 | 4.0 | 1.8 | 3.4 | 19.4 |
| Кар'єра | Коннектикут | 152 | 2676   | 53.0 | 35.5 | 79.7 | 7.8 | 2.8 | 1.5 | 2.7 | 17.6 |

## Виступи за національну збірну в різних вікових категоріях
Під прапорами національної збірної США Стюарт почала грати у чотирнадцять років, взявши участь у чемпіонаті Америки з баскетболу серед юніорів до 16 років, ставши наймолодшою учасницею команди, іншим гравчиням було по п'ятнадцять чи шістнадцять років. Спочатку її батьки відхилили запрошення тренерського штабу їхній дочці приєднатися до команди, їх хвилювало те, що їй доведеться пропустити досить багато занять у школі. Але Майк Флінн, власник відомої аматорської команди, переконав Браяна і Хізер, що це запрошення велика честь для неї, після чого вони погодилися. У чотирнадцять років її зріст вже становив 190 см, як і у Кайї Стоукс і Елізабет Вільямс. Попри те, що Бріанна була наймолодшою в команді, у всіх п'яти матчах вона виходила на майданчик у стартовій п'ятірці, набираючи по 10 очок в середньому за гру, і стала лідеркою команди за блокшотами, перевершивши Елізабет Вільямс. Вона допомогла збірній США виграти золоті медалі першого чемпіонату Америки 2009 року (U-16), що проходив у Мехіко, а ця перемога забезпечила їй автоматичне потрапляння на чемпіонат світу 2010 року (U-17), що відбувся в Родезі та Тулузі.
Наступного року Бріанна продовжила грати за збірну США на чемпіонаті світу з баскетболу серед юніорів до 17 років у Франції й повторно в усіх матчах турніру виходила на майданчик у стартовій п'ятірці. У першій же грі проти господарок мундіалю вона стала найкращою бомбардиркою команди, забивши 13 очок, а у фіналі попереднього раунду проти команди Японії взагалі затьмарила всіх, набравши 30 очок. У восьми матчах турніру її середня результативність становила в середньому 12,8 очка за гру, ставши другою після Елізабет Вільямс з результатом 13,5 очка за гру, крім того, зробивши 18 блокшотів, Стюарт стала лідером команди за цим показником, тим самим допомогла збірній США виграти всі вісім матчів і завоювати золоті медалі чемпіонату світу.

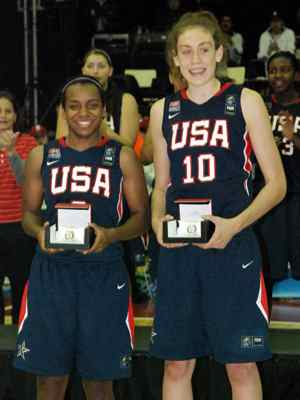
Американки Аріель Мессенгейл і Бріанна Стюарт, члени збірної всіх зірок ЧС в Чилі, 31 липня 2011 року

2010 року юніорська збірна США до 18 років здобула перемогу на чемпіонаті Америки з баскетболу, автоматично заробивши запрошення на чемпіонат світу 2011 року серед юніорок до 19 років, що проходив у Пуерто-Монтті, до складу якої знову увійшла Стюарт. Попри те, що Бріанна була однією з наймолодших гравчинь збірної, вона стала найрезультативнішою у своїй команді, набираючи по 11,2 очка в середньому за гру, а також її лідеркою за підбираннями і блокшотами. Разом з Аріель Мессенгейл її включили в символічну збірну всіх зірок чемпіонату світу.
Того ж року Бріанну Стюарт включили до складу збірної США на Панамериканські ігри в Гвадалахарі, до якого зазвичай вибирають найкращих гравчинь студентських команд на відміну від інших національних збірних, ряди яких переважно поповнюють професіоналки. Бріанна була в збірній представницею старшої школи, ставши лише другою старшокласницею в історії зорянострокатих, включеною до складу команди на Панамериканські ігри, першою в далекому 1975 році на іграх в Мехіко була Ненсі Ліберман. У Гвадалахарі американки фінішували на сьомому місці й уперше у своїй історії не змогли завоювати медаль. Стюарт була на три-чотири роки молодшою за інших учасниць команди, проте як і раніше стала найрезультативнішою в її складі, набираючи по 15,4 очка в середньому за гру. Крім того, вона також стала лідером збірної за підбираннями і блокшотами, а також увійшла до складу збірної всіх зірок баскетбольного турніру. За свої заслуги у 2011 році Бріанна була названа спортсменкою року жіночої збірної США з баскетболу.
У серпні 2012 року Бріанну Стюарт обрали до складу збірної США на чемпіонат Америки 2012 року серед юніорок до 18 років у Пуерто-Рико, де вона пліч-о-пліч виступала зі своїми майбутніми партнерками по «Коннектикут Хаскіс» Морган Так і Мораєю Джефферсон. Бріанна була наймолодшою в команді, що складалася лише зі старшокласниць, але єдиною з великим міжнародним досвідом. Американки дуже легко пройшлися по сітці турніру, вигравши свої перші чотири гри з перевагою в 40 очок і більше, у фіналі ж зустрілися з командою Бразилії. Бразилійки сильно провели початок зустрічі, вигравши першу чверть з двозначною перевагою, тоді як їх суперниці набрали 7 очок. Проте вже в другому відрізку матчу зорянострічкаті схаменулися, забивши принаймні по 21 очку протягом наступних трьох чвертей і заслужено перемогли з рахунком 71-47, тим самим вигравши золоті медалі, а Стюарт була визнана найціннішою гравчинею турніру.
У липні 2013 року Бріанна вже разом зі своїми партнерками по «Хаскіс» Джефферсон і Так дістала запрошення під прапори національної збірної США на чемпіонат світу серед юніорок до 19 років, що проходив у Клайпеді і Паневежисі. Стюарт очікувано стала найкращою в команді, набравши 152 очки, по 16,9 у середньому за гру, чим допомогла зорянострічкатим здобути перемоги у всіх дев'яти іграх турніру. Американки заслужено завоювали золоті медалі мундіалю, перегравши у фінальному матчі француженок, а Стюарт була визнана найціннішою гравчинею і включена в збірну всіх зірок чемпіонату, встановивши рекорд збірної США за кількістю набраних очок на турнірі. Крім того вона стала однією з трьох збірниць, які зіграли на двох поспіль чемпіонатах світу серед юніорів до 19 років. Наприкінці року її вдруге назвали спортсменкою року збірної США. До неї лише п'ять баскетболісток вигравали цю нагороду більш як один раз, Ліза Леслі, Тереза Едвардс, Шеріл Міллер, Дон Стейлі і Даяна Торасі, але жодна з них не досягала цих вершин в такому юному віці.
2014 року Бріанну Стюарт вже включили до складу дорослої збірної США на чемпіонат світу в Туреччині, на якому американки традиційно виграли золото. У вирішальному матчі підопічні Джино Орімми зустрічалися з іспанками, легко вигравши першу половину зустрічі з перевагою в 19 очок. У другій половині суперниці відчайдушно чинили опір, але все, чого їм вдалося досягти, то це виграти четверту чверть з перевагою в 6 очок і трохи скоротити різницю в рахунку, програвши з гідним результатом (64-77).

## Особисте життя
Бріанна Стюарт є відкритою лесбійкою. Вона перебуває у шлюбі з іспанською баскетболісткою Мартою Шаргай. Вони одружилися у 2021 році. Разом виховують двох дітей.